# Azure (Art Farmer e Fritz Pauer)
Azure è un album di Art Farmer e del pianista austriaco Fritz Pauer, pubblicato dalla Soul Note Records nel 1987. Il disco fu registrato il 25 e 26 giugno e il 9 e 10 settembre 1987 all'Austrophon Studios di Vienna (Austria).

## Tracce
Lato A
1. If You Could See Me Now – 4:32 (Tadd Dameron, Carl Sigman)
2. Nighttime – 3:58 (Fritz Pauer)
3. Yesterday's Thoughts – 4:56 (Benny Golson)
4. Blue Windows – 3:19 (brano tradizionale)
5. Azure – 4:15 (Duke Ellington, Irving Mills)

Lato B
1. Sound Within an Empty Room – 6:13 (Fritz Pauer)
2. Soul Eyes – 4:22 (Mal Waldron)
3. Danielle – 4:17 (Al Cohn)
4. Song of Praise – 4:03 (Fritz Pauer)

## Formazione
- Art Farmer – flicorno
- Fritz Pauer – pianoforte